# Kunstnernes Frie Studieskoler
Kunstnernes Frie Studieskoler (deutsch Freie Studienschule für Künstler), auch Kunstnernes Studieskoler, war eine Kunstschule, die 1882 in Kopenhagen als Gegenentwurf zum traditionellen Bildungsprogramm der Königlich Dänischen Kunstakademie gegründet wurde. Sie existierte bis 1912 und war eine zentrale Institution des modernen Durchbruchs (dänisch Det Moderne Gennembrud) in der dänischen Kunst.

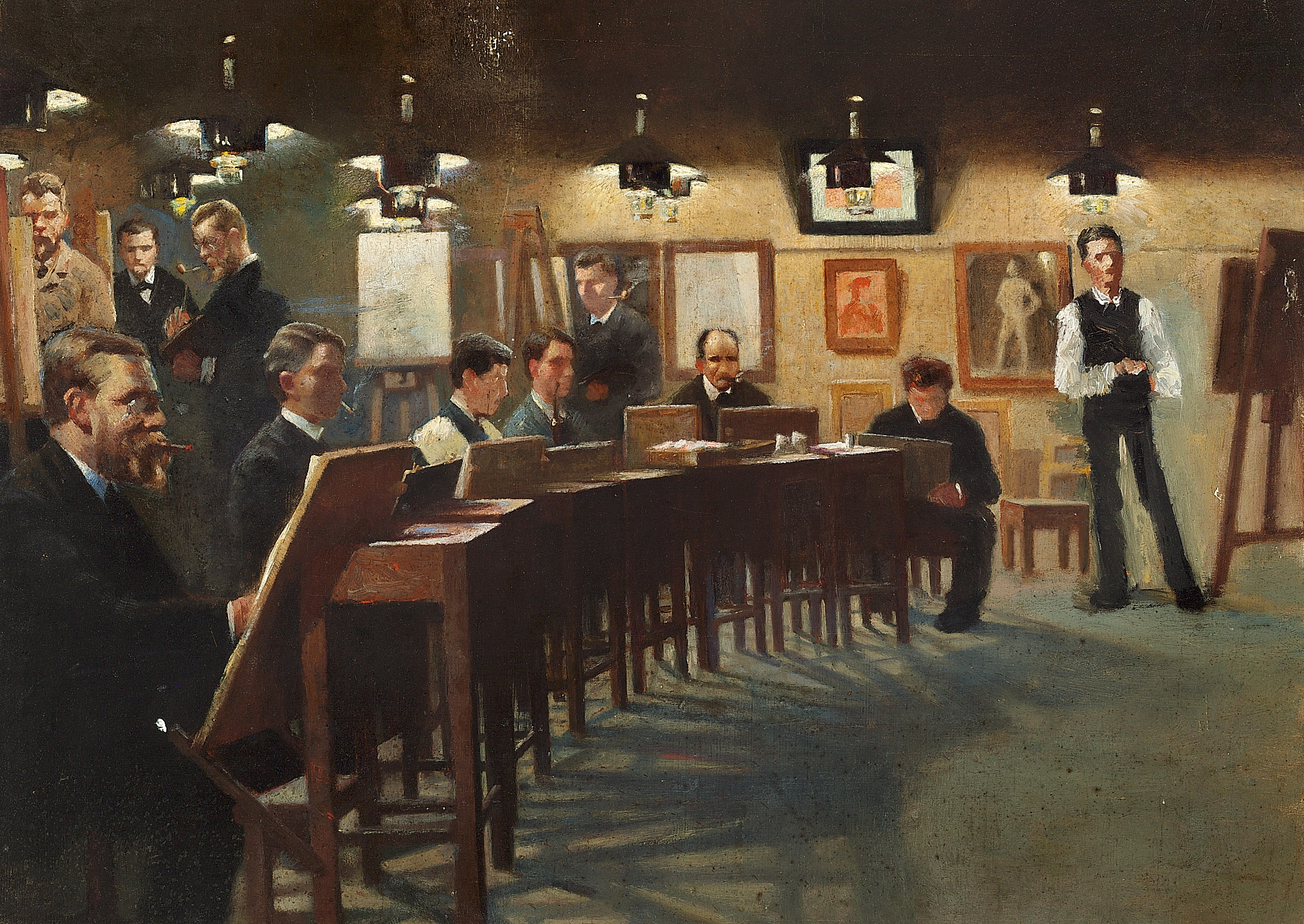
Johan Rohde: Tuxens Kunstschule 1883

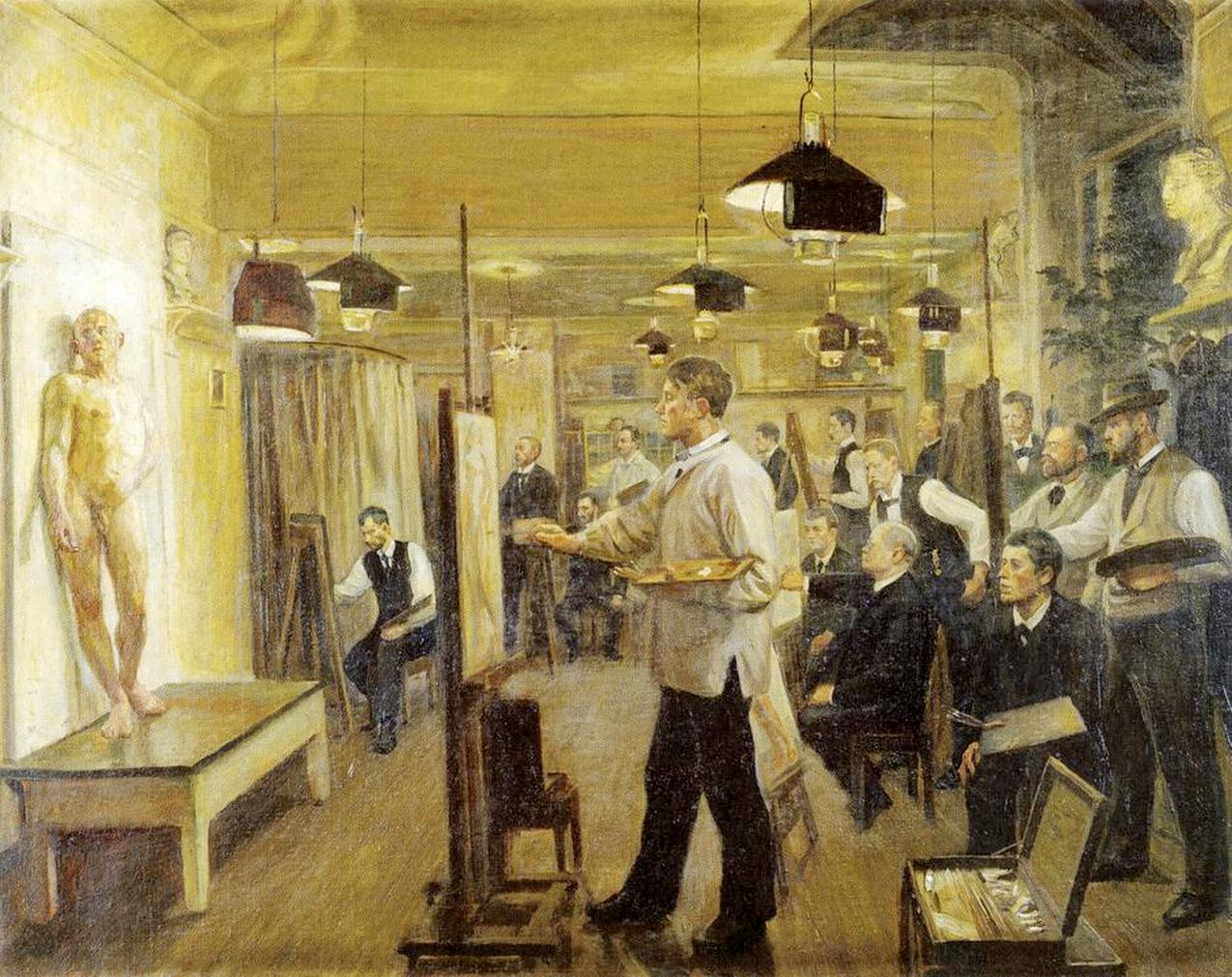
Poul S. Christiansen: Zahrtmanns Malerschule 1899, ARoS Aarhus

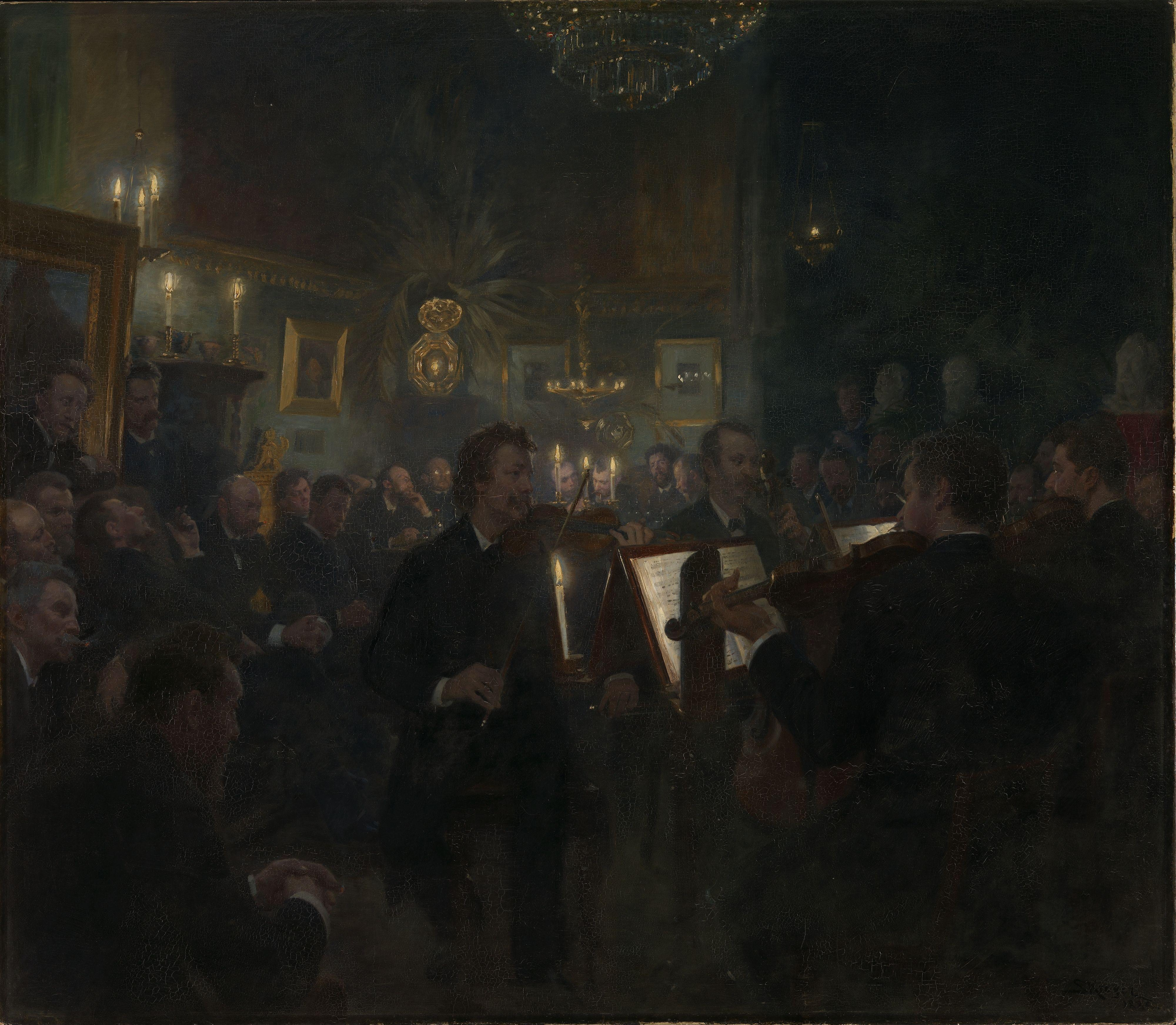
P. S. Krøyer: Musik i Atelieret 1886, Nationalmuseum Oslo

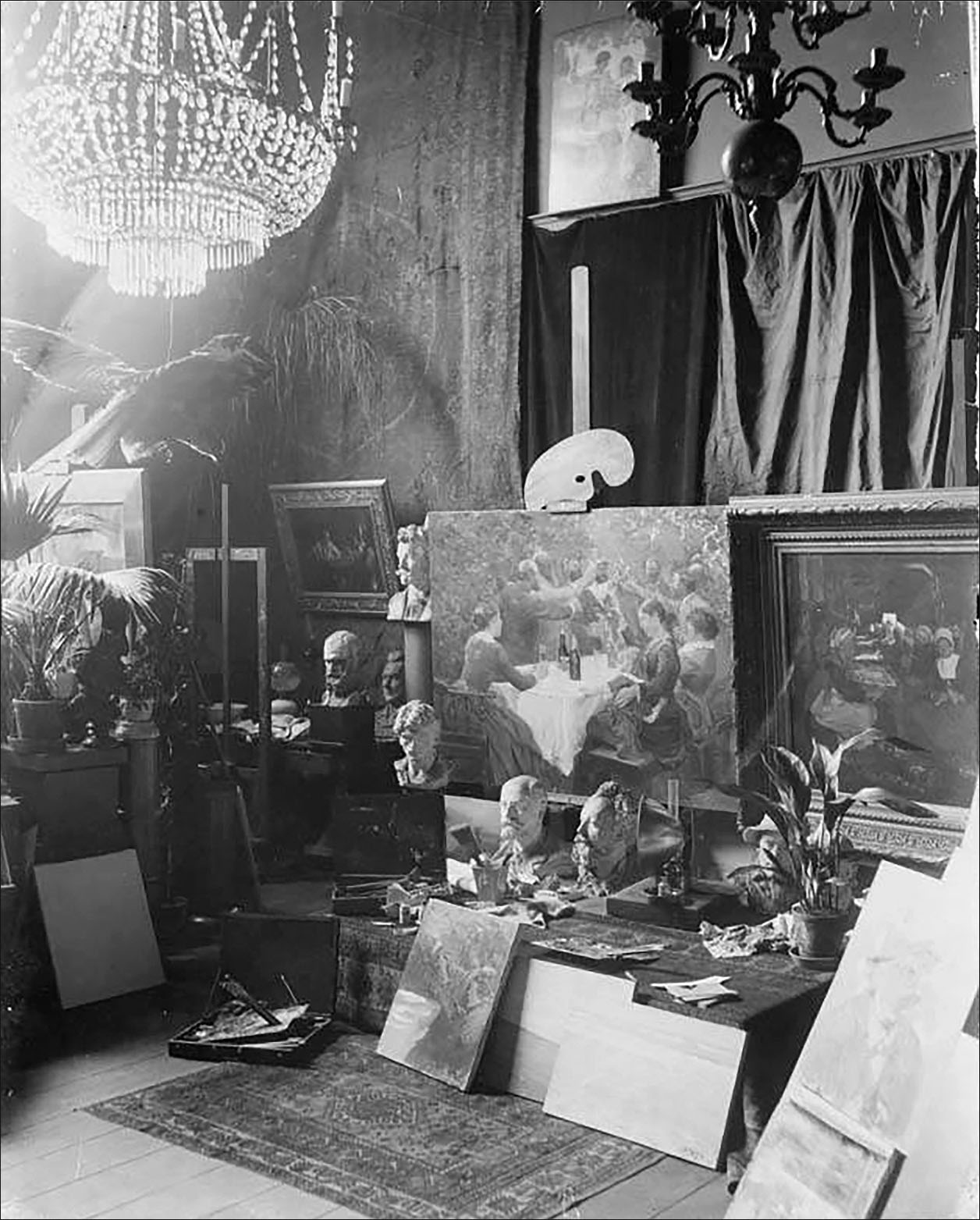
P.S. Krøyers Atelier, 1888

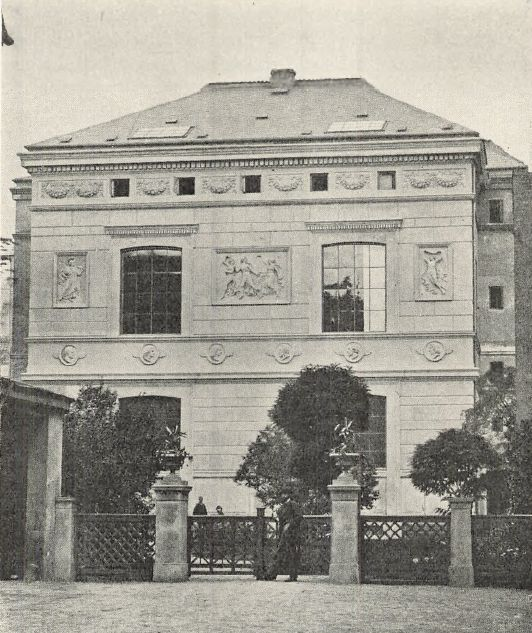
Den Prior’ske Atelierbygning, 1866

## Geschichte
Der Maler Laurits Tuxen hatte 1868–1872 an der Kopenhagener Königlich Dänischen Kunstakademie seine Ausbildung in Landschafts- und Marinemalerei erhalten. Zu seiner Zeit galt er neben seinem Freund Peder Severin Krøyer als einer der besten Schüler und wurde von seinen Lehrern ermutigt, sich der Porträtmalerei zu widmen. Studienreisen führten ihn 1875 u. a. nach Paris, wo er zum weiteren Studium im Winter 1875/76 im Atelier von Léon Bonnat blieb und dort von Mai 1877 bis Oktober 1878 einen weiteren Studienaufenthalt hatte. Auch P. S. Krøyer hatte, unterstützt durch den Kopenhagener Mäzen Heinrich Hirschsprung, 1877–1881 Studienreisen nach Frankreich, Spanien und Italien unternommen und sich besonders in Paris, wo auch er Léon Bonnat besucht hatte, Inspirationen geholt.
Das Goldene Zeitalter und der Moderne Durchbruch
Die im Jahr 1754 gegründete Königlich Dänische Kunstakademie spielte die dominierende Rolle bei der Künstlerausbildung in Dänemark. In der ersten Hälfte des 19. Jahrhunderts, in der Christoffer Wilhelm Eckersberg die zentraler Figur darstellte, bildete die Institution die Grundlage für das Goldene Zeitalter (dänisch Den Danske Guldalder) der dänischen Malerei. Zudem hatte der Kunsthistoriker Niels Laurits Høyen, der eine nationalistische Herangehensweise an die Kunst vertrat, starken Einfluss an der Akademie. Das künstlerische Erbe Eckersbergs und Høyens Forderung nach nationalistischer Kunst wurden zu einem Hindernis. Die Aufnahme neuer Strömungen aus dem Ausland war verhindert, es herrschte Stillstand in der dänischen Kunst, der bis in die frühen 1880er Jahre anhielt.
Der moderne Durchbruch (dänisch Det Moderne Gennembrud) war der gemeinsame Name der starken Bewegung des Naturalismus und der Diskussionsliteratur Skandinaviens, der gegen Ende des 19. Jahrhunderts die Romantik ersetzte. Der Begriff wurde in der Zeit der Jahre 1870–1890 in der Geschichte der Literatur in Skandinavien verwendet, die in dieser Zeit einen Durchbruch aus dem übrigen Europa hatte. Der bedeutendste Vertreter war der dänische Literaturkritiker, Philosoph und Schriftsteller Georg Brandes.
Auch in der Malerei fand dieser Durchbruch statt, freie Kunstschulen begannen mit der Königlich Dänischen Kunstakademie zu konkurrieren, die als altmodisch und nicht im Einklang mit den neuesten europäischen Trends kritisiert wurde. Die künstlerische Sprache entwickelte sich weiter, die Stile lösten einander ab und es lag an den Künstlern, mit dem internationalen Geschehen Schritt zu halten. In der Malerei fand dieser Durchbruch seine Vertreter etwa in den Symbolisten und den Skagen-Malern.
Laurits Tuxen und P.S. Krøyer gründeten 1882 in Kopenhagen die Kunstnernes Frie Studieskoler – als Protest gegen die Politik der Dänischen Kunstakademie und als Alternative zu deren Bildungsprogramm. Dabei wurde die Technik und Figurenlehre der naturalistischen französischen Schule auf die dänische Malerei übertragen, eine radikale Neuordnung der technischen Grundlagen der Malerei. Tuxen wurde Schulleiter und kurz darauf P. S. Krøyer als Lehrer tätig. Sie schafften es 1883, vom Staat ein jährliches Stipendium in Höhe von 4.000 DKK zu erhalten.  Die Studienschulen wurden so zu einer anerkannten Alternative zur Akademie der Künste. 1884 wurde unter der Leitung von Frans Schwartz (1850–1917) eine Vorbereitungsklasse eingerichtet, die jedoch bereits 1885 von Kristian Zahrtmann übernommen und als eigenständige Abteilung – auch „Zahrtmanns Malerschule“ genannt – weitergeführt wurde. Tuxen und Krøyer unterrichteten auf der Grundlage ihrer Ausbildung in Paris an der Schule von Léon Bonnat, während Zahrtmann die Schüler mit Studien der klassischen Kunst ausbildete. Zahrtmanns Lehre wurde aufgrund seines Beharrens auf kühnen Experimenten und heftigen Farbkontrasten zur fortschrittlichsten und bahnbrechendsten. Johan Rohde (1856–1935) übernahm die Schule 1908 nach Zahrtmann, bis sie 1912 geschlossen wurde.
Die Schule entwickelte sich über die Jahre und verfügte in den 1890er Jahren über drei Abteilungen:
1. Die Abteilung für fortgeschrittene Studierende, also Künstler, die entweder mindestens fünf Mal auf den jährlichen Charlottenborg-Frühjahrsausstellungen ausgestellt hatten, über ein Abschlusszeugnis der Akademie der Künste oder anerkannt über entsprechende Fähigkeiten verfügten.
2. Die Abteilung für Krøyers Schüler.
3. Die Abteilung für Zahrtmanns Schüler.[7]

Künstlerverband – Die Freie Ausstellung
Eine weitere Maßnahme der Künstler gegen die Regularien des dänischen Kunstbetriebes und besonders, um sich den Zulassungsbedingungen und der Zensur durch ein Ausstellungskomitee bei der Charlottenborg-Frühjahrsausstellung (dänisch Forårsudstilling) in Kopenhagen zu widersetzten, war 1891 die Gründung des Künstlerverbandes der Freien Ausstellung (dänisch Kunstnersammenslutning – Den Frie Udstilling), einer dänischen Secession nach dem Vorbild des französischen Salon des Refusés. Zu den Gründern des Verbandes zählten etwa Johan Rohde, Vilhelm Hammershøi, Jens Ferdinand Willumsen, Agnes Slott-Møller (1862–1937) und Harald Slott-Møller, alle auch Vertreter des Symbolismus. Weitere Mitbegründer waren die Geschwister Skovgaard, Joakim Frederik, Niels Kristian und  Susette Cathrine, verh. Holten.

## Die Schule
Die Ateliers der Studieskoler befanden sich auf dem Grundstück des „Prior Hauses“ (dänisch Den Prior’ske Gård) im Zentrum Kopenhagens – im Stadtteil Frederiksstaden in der Bredgade 33. Das Grundstück war seit 1850 im Besitz des Kaufmanns und Schiffsreeders Hans Peter Prior (1813–1875), Mitbegründer der Reederei Det Forenede Dampskibs-Selskab (DFDS). Hier befanden sich ab 1866 zunächst auch die Geschäftsräume der Reederei. H. P. Prior ließ 1865/66 vom Architekten Vilhelm Petersen (1830–1913) für einen seiner Söhne, den Bildhauer Lauritz Prior (1840–1879), auf dem hinteren Teil des Grundstücks das dreigeschossige Hinterhaus „Prior’s Ateliergebäude“ (dänisch Den Prior’ske Atelierbygning, Bredgade 33C) errichten. Die Fassade ist geschmückt mit drei allegorischen Reliefs von Lauritz Prior, die „Skulptur“, „Malerei“ und „Architektur“ darstellen und zudem mit einer Reihe von Porträtreliefs.
Im Laufe der Zeit wurden die Ateliers auch von einer Reihe renommierter Maler genutzt, darunter P. S. Krøyer, Laurits Tuxen, Carl Bloch und Edvard Weie (1879–1943). An dieser Adresse gründeten Tuxen und Krøyer 1882 die Kunstnernes Frie Studieskoler, die sich schnell zu einer anerkannten Alternative zur Akademie der Künste entwickelte.

## Schüler
- Axel Aabrink (1887–1965), dänischer Maler
- Olaf Aakrann (1856–1904), norwegischer Maler
- Georg Achen (1860–1912), dänischer Maler
- Christian Aigens (1870–1940), dänischer Künstler
- Aage Bertelsen (1873–1945), dänischer Maler
- Poul S. Christiansen (1855–1935), dänischer Maler
- Harald Giersing (1881–1927), dänischer Maler des Modernismus
- Albert Gottschalk (1866–1906), dänischer Maler
- Svend Hammershøi (1873–1948), dänischer Maler und Keramiker
- Vilhelm Hammershøi (1864–1916), dänischer Maler
- Peter Hansen (1868–1928), dänischer Maler
- Carl Holsøe (1863–1935), dänischer Maler
- Susette Holten (1863–1937), dänische Malerin und Keramikerin
- Karl Johan Holter (1870–1960), norwegischer Maler, Postmeister, Apotheker und Bibliothekar
- Arne Kavli (1878–1970), norwegischer Maler und Zeichner
- Marie Krøyer (1867–1940), dänische Malerin und Architektin
- Johannes Larsen (1867–1961), dänischer Maler des Naturalismus
- Nicolaus Lützhøft (1864–1928), dänischer Maler und Journalist
- Ida Schiøttz-Jensen (1860–1933), dänische Interieur-, Landschafts- und Porträtmalerin
- Johan Rohde (1856–1935), dänischer Maler, Lithograf und Designer
- Carl Schlichting-Carlsen (1852–1903), dänischer Maler
- Agnes Slott-Møller (1862–1937), dänische symbolistische Malerin
- Harald Slott-Møller (1864–1937), dänischer Maler und Keramiker
- Fritz Syberg (1862–1939), dänischer Maler und Illustrator
- Thorvald Torgersen (1862–1943), norwegischer Maler
- Brynolf Wennerberg (1866–1950), schwedisch-deutscher Maler, Zeichner und Gebrauchsgrafiker
- Wilhelm Wetlesen (1871–1925), norwegischer Maler und Illustrator
- Johannes Wilhjelm (1868–1938), dänischer Maler
- Oluf Wold-Torne (1867–1919), norwegischer Maler